# Il gallo cantò ancora
Il gallo cantò ancora - Storia critica della Chiesa Cattolica è un libro pubblicato nel 1962 da Karlheinz Deschner. In Italia è stato pubblicato nel 1998. Come recita il sottotitolo, il libro si propone come un'opera critica, tesa a demolire quelle che per l'autore sono le mistificazioni della Chiesa cattolica.

## Contenuti
L'opera è divisa in quattro libri: «I vangeli e il loro retroterra storico-culturale», «Paolo», «Il Cattolicesimo primitivo» e «la Chiesa trionfante». Ogni libro è diviso in numerosi capitoli, in ognuno dei quali è analizzato analiticamente un particolare aspetto della religione cristiana. Molti di essi sono degli autentici atti di denuncia nei confronti della Chiesa: dalle finte liste di martiri alla sottomissione all'Impero Romano all'epoca del sanguinario Costantino, dalla persecuzione nei confronti dei pagani e degli eretici fino all'antisemitismo antico e moderno.
Non mancano pagine dedicate all'appoggio che le Chiese cristiane diedero all'ascesa di fascismo e nazismo. Un'ulteriore sezione è dedicata all'analisi critica dell'atteggiamento della Chiesa nei confronti della guerra.
Deschner chiama a supporto delle proprie tesi una gran quantità di documentazione, diretta e indiretta: le pagine di riferimenti bibliografici sono ventisei, con quasi duemila opere citate (la maggior parte delle quali di lingua tedesca).

## Edizioni
- Karlheinz Deschner, L'impero degli indifesi, I ed., Massari, 1998,  p. 544.